# Ильинский (Почепский район)
Ильи́нский — упразднённый посёлок в Почепском районе Брянской области России. На момент упразднения входил в в состав Бакланского сельсовета. Исключён из учётных данных в 2000 году.

## География
Посёлок находился в центральной части Брянской области, в зоне хвойно-широколиственных лесов, в пределах Полесской низменности, к востоку от реки Судости, на расстоянии примерно 0,5 километра (по прямой) к востоку от посёлка Спасский.

### Климат
Климат характеризуется как умеренно континентальный, с тёплым летом и умеренно холодной зимой. Среднегодовая многолетняя температура воздуха составляет 5,2 °C. Средняя температура воздуха самого тёплого месяца (июля) — 18,4 °C (абсолютный максимум — 37,6 °C); самого холодного (января) — −8,1 °C (абсолютный минимум — −38 °C). Безморозный период длится 195—220 дней. Среднегодовое количество атмосферных осадков составляет 500—550 мм, из которых большая часть выпадает в тёплый период. Снежный покров держится в течение 125 дней. Преобладающие направления ветра в течение года южное и западное.

## История
Постановлением Брянской областной Думы от 5 июля 2000 года посёлок исключён из учётных данных.

## Транспорт
Урочище доступно автотранспортом. В пешей доступности остановка общественного транспорта «Поворот на Преображенский».